# حالتی شبیه خواب
حالتی شبیه خواب یک درام آمریکایی محصول سال ۲۰۱۸ و به کارگردانی و نویسندگی مردیت دنلاک است. کاترین واترستون، مایکل شنون، لوک ایوانز و میخیل هایسمان از ستارگان آن هستند. فیلم در جشنواره فیلم ترایبکا ۲۰۱۸ به نمایش درآمد و اورچرد در ۴ ژانویه ۲۰۱۹ آن را منتشر کرد.

## داستان
فیلم دربارهٔ صاحب و اپراتور کلوب «لبلفلور» است؛ یک کلوب مردانه باکلاس که از نظر یک زن پاسخ مرگ شوهرش در آنجا نهفته‌است.